# Râșești
Râșești – wieś w Rumunii, w okręgu Vaslui, w gminie Drânceni. W 2011 roku liczyła 1697 mieszkańców.